# Markus Rosenberg
Nils Markus Rosenberg (Malmö, Svédország, 1982. szeptember 27. –) svéd labdarúgó. A svéd válogatott tagjaként ott volt a 2006-os világbajnokságon, valamint a 2008-as és a 2012-es Európa-bajnokságon.

## Pályafutása

### Malmö FF
Rosenberg 1987-ben, ötéves korában került a Malmö FF ifiakadémiájára, ahol eleinte szélső hátvédként játszott. Remekül kapcsolódott be a támadásokba, így hamar a csatárok közt találta magát. Az első csapatban 2001-ben, az AIK ellen mutatkozott be, de Niklas Skoog és Peter Ijeh mellett kevés játéklehetőséget kapott. Amikor a Malmö 2004-ben leigazolta Afonso Alvest és Igor Sypniewskit a csatárposztra, kölcsönben a Hamlstadhoz igazolt. Ő lett a szezon gólkirálya, és csapatával második helyen végzett a bajnokságban, éppen a Malmö FF mögött.

### Ajax
A 2005/06-os szezon elején az Ajaxhoz igazolt, az amszterdamiak 5,3 millió eurót fizetett érte. A csapat akkori menedzsere, Danny Blind azonnal a kezdőbe tette. Első meccsén, egy Brøndby IF elleni Bajnokok Ligája-selejtezőn rögtön gólt szerzett. A bajnokságban a Roosendaal ellen debütált, ahol szintén betalált. 2005. szeptember 27-én, a 23. születésnapján ő szerezte csapata egyetlen gólját az Arsenal ellen 2–1-re elveszített BL-meccsen. A szezon közben fokozatosan elkezdett visszaesni a teljesítménye, amíg Blind át nem állt a 4–4–2-es felállásra, melyben ő és Ángelosz Harisztéasz kezdtek a csatárposzton.
Klaas-Jan Huntelaar érkezése után az Ajax visszatért a 4–3–3-as felálláshoz, Rosenberg pedig a szélsőként folytatta. Az amszterdamiak végül az ötödik helyen végeztek, és megnyerték a Holland Kupát. A 2006/07-es idényben már nem volt állandó tagja a kezdőnek, Klaas-Jan Huntelaar cseréje volt. Az UEFA-kupában két gólt is szerzett az IK Start ellen, ennek ellenére nem tudott kilépni Huntelaar árnyékából Henk ten Cate irányítása alatt.

### Werder Bremen

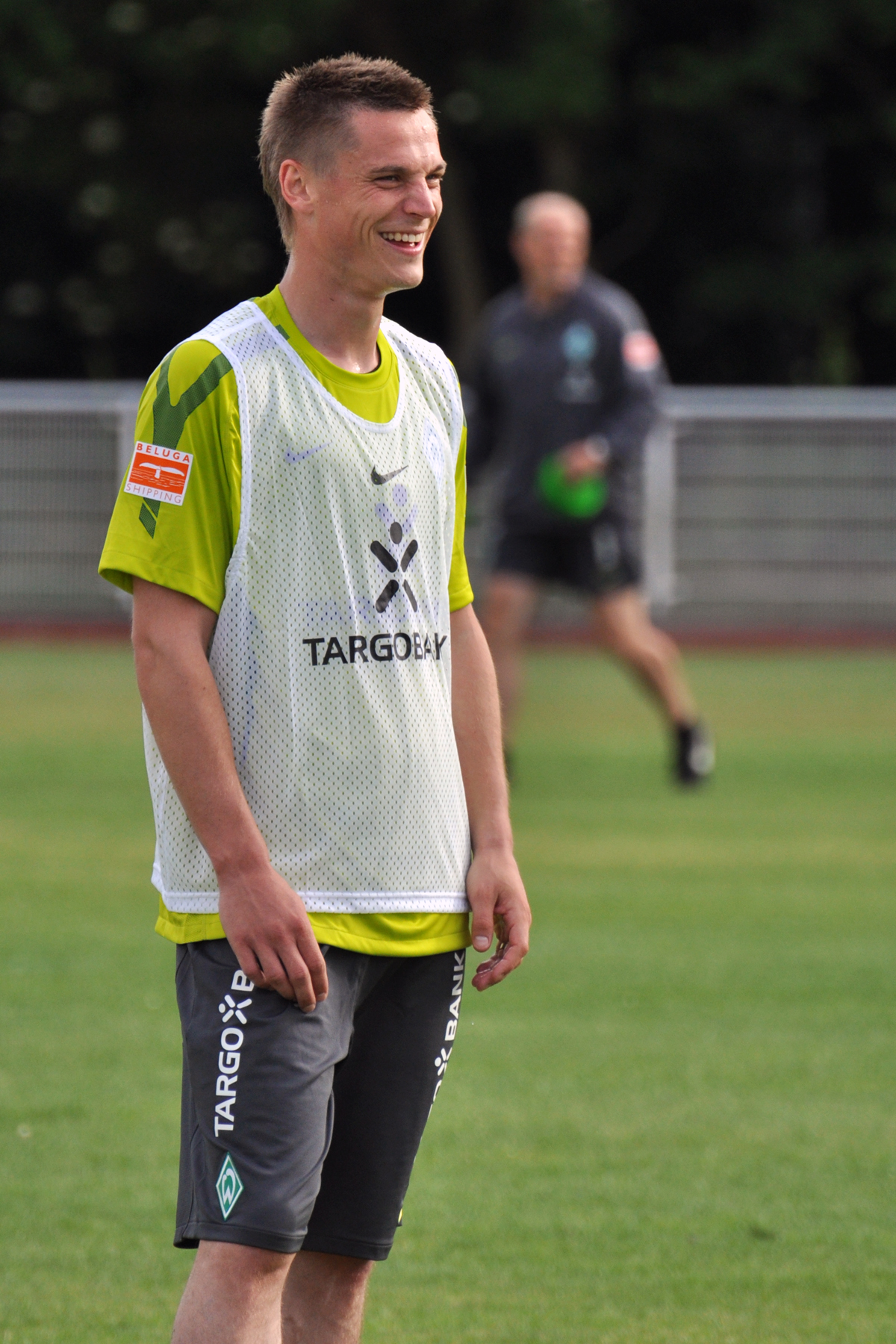
Rosenberg a Werder edzésén

2007. január 26-án a Werder Bremenhez igazolt, két nappal később a Hannover 96 ellen mutatkozott be új csapatában. Március 11-én, egy Bayern München elleni 1-1-es meccsen szerezte meg első gólját a brémaiaknál. 2007. április 8-án győztes gólt szerzett az 1. FC Nürnberg ellen. Május 6-án megszerezte első mesterhármasát, a Hertha BSC ellen 4-1-re megnyert meccsen. A szezon végéig 14 mérkőzésen lépett pályára és nyolc gólt szerzett, ebből ötöt csereként. Ezzel ő lett a Bundesliga leghatékonyabb cserejátékosa. A szurkolók hamar megszerették, bár a bajnokságban nem mindig nyújtott jó teljesítményt, a kupában és a nemzetközi porondon rendre jól játszott és gólokat szerzett.
A 2007/08-as szezonban egy emlékezetes, 8–1-re megnyert meccsen szerezte meg első gólját, 2007. szeptember 29-én. Két hónappal később, a Real Madrid ellen megszerezte első Bajnokok Ligája-gólját a Werder színeiben. Csapata végül meglepetésre 3–2-re győzött. Az idény során 30 meccsen játszott és 14 gólt szerzett, ezzel a házi gólkirályi verseny első helyén végzett, Diegóval holtversenyben. A következő szezonban sérülések hátráltatták, de így is eljutott 29 mérkőzésig és hét gólig. Csapatával megnyerte a Német Kupát, és bejutott az UEFA-kupa döntőjébe, de ott 2–1-es vereséget szenvedtek a Sahtar Doneck ellen.
A 2009/10-es évad első meccseit egy térdsérülés miatt ki kellett hagynia, 2009. szeptember 20-án, egy Bayer Leverkusen elleni mérkőzésen játszhatott először. Egy hónappal később, a Freiburg ellen megszerezte első és egyetlen bajnoki gólját a szezon során. Az Európa-ligában jobban ment neki a gólszerzés, a Nacional és az Athletic Club ellen is duplázni tudott. Ennek ellenére nem hozta a tőle megszokott formát, 2010. március 20-án, egy VfL Bochum elleni meccsen olyan rosszul játszott, hogy Tomas Schaaf menedzser száműzte a keretből. Rosenberg később így nyilatkozott: "Nem csak én játszottam rosszul a Bochum ellen. Nem érzem igazságosnak, hogy kikerültem a keretből, szerintem érthető, ha most az jár a fejemben, hogy mi lesz a nyári átigazolási időszakban. Nem azért vagyok itt, hogy a lelátón üljek, hanem azért, hogy játsszak."
A 2010/11-es szezon előtt Rosengerg kijelentette, hogy szeretne a Werder Bremennél maradni, és nem örül, hogy megfeneklettek a szerződéshosszabbítási tárgyalások a klubbal. 2010. augusztus 24-én, a Sampdoria ellen gólt szerzett a Bajnokok Ligája play-off körében. Ez a találat nagy szerepet játszott abban, hogy a Werder bejutott a csoportkörbe. 2010. augusztus 31-én egy új, két évre szóló szerződést írt alá a csapattal, majd rögtön kölcsön is adták a Racing Santandernek. Szeptember 11-én, egy Valencia elleni mérkőzésen debütált a csapatban, október 23-án pedig megszerezte első gólját, egy Real Madrid ellen 6–1-re elveszített találkozón. Végül kilenc gólig jutott a spanyoloknál.
Miután visszatért Németországba, a 2011/12-es idény első meccsén, az 1. FC Kaiserslautern ellen rögtön egy duplával nyitott. 2012. április 28-án, a Wolfsburg ellen szerezte utolsó gólját a brémaiak színeiben. Május 5-én, a Schalke 04 ellen játszotta utolsó mérkőzését. Bár a Werder felajánlott neki egy új szerződést, ő elutasította azt, mondván, új kihívást keres.

## Válogatott
Rosenberg 2005. január 22-én, Dél-Korea ellen mutatkozott be a svéd válogatottban, és gólt is szerzett. Bekerült a 2006-os világbajnokságon részt vevő svéd keretbe, de a tornán nem játszott. 2007. június 2-án, egy Dánia ellen Eb-selejtezőn Christian Poulsen gyomron vágta őt, ami miatt a játékvezető kiállította Poulsen és büntetőt ítélt a svédek javára. Egy dán szurkoló ezután berohant a pályára, és megtámadta a bírót, ami miatt félbe kellett szakítani a találkozót. Az UEFA a svédeknek adta a győzelmet 3-0-s gólkülönbséggel. Rosenberg ott volt a 2008-as és a 2012-es Európa-bajnokságon is.

## Sikerei, díjai

### Klubcsapatban

#### Ajax
- Holland kupagyőztes: 2006

#### Werder Bremen
- Német kupagyőztes: 2009

## Fordítás
- Ez a szócikk részben vagy egészben  a   Markus Rosenberg című angol Wikipédia-szócikk fordításán alapul.  Az eredeti cikk szerkesztőit annak laptörténete sorolja fel. Ez a jelzés csupán a megfogalmazás eredetét és a szerzői jogokat jelzi, nem szolgál a cikkben szereplő információk forrásmegjelöléseként.

## Külső hivatkozások
- Markus Rosenberg adatlapja a Racing Santander honlapján